# Polystichum guajaibonense
Polystichum guajaibonense är en träjonväxtart som beskrevs av Morejón, C.Sánchez. Polystichum guajaibonense ingår i släktet Polystichum och familjen Dryopteridaceae. Inga underarter finns listade.